# 不來梅州
不萊梅汉萨自由市（德語：Freie Hansestadt Bremen），簡稱不来梅邦（Bremen），是德國最小的，也是德國僅有的三個城市州之一，該邦的面積為408km²，位處于威悉河下游及河口，領土包含了與被下薩克森邦分開的相距60km遠的不來梅（327 km²）和不來梅哈芬兩市。不來梅哈芬西臨北海。兩市居民共約66.4萬人。

## 地區
不来梅州由两个不相连的领土组成。这两个飞地包括不来梅，正式名称为“不來梅直辖市”（Stadtgemeinde Bremen），即州首府，以及「不来梅港市」（StadtBremerhaven）。这两个飞地都位于威悉河畔，不来梅港位于威悉河下游河口，可通往北海。这两个飞地都被邻近的下萨克森州完全包围。该州的最高点是弗里德霍斯特公园（32.5米）。

## 历史
1806年神圣罗马帝国解体时，自1646年（1186年获得自治特权之后）以来一直存在的自由帝国城市不来梅并未被纳入其中。它没有被并入周围的任何君主国，而是与汉堡一起被承认为拥有主权的自由汉萨同盟城市。直到1873年它所使用的的货币都是不来梅塔勒。
1811年，为了执行拿破仑对英国实施禁运的柏林法令，法兰西第一帝国吞并了这个城邦。但在1815年的维也纳会议上，不来梅的代表、后来的市长约翰·施密特通过成功游说，让该市恢复独立，成为新德意志邦联内39个主权邦国之一。
1827年，不来梅从汉诺威王国手中购买了威悉河口的土地，用于建造新的海港——不来梅港。这确保了不来梅仍然是德国移民前往美洲的主要登船港口，并发展成为德国后期殖民贸易的转口港。
1867年，即普鲁士击败奥地利并吞并汉诺威的第二年，不来梅加入了北德意志邦联。1871年，在普法战争后德意志帝国成立，不来梅成为其26个组成邦之一。
作为国际港口和工业中心，不来梅具有强烈的左翼和自由主义传统。1913年1月，在柏林举行的最后一次帝国国会选举中，社会民主党（SPD）获得了超过半数的选票，即53.4%。左翼自由党（Linksliberale）获得了另外41.4%的选票。只有5.1%的选票投给了保守党。魏玛共和国时期，不来梅议会举行了七次选举。在1932年11月的德国联邦选举中，这是当时最后一次广泛自由的选举，社会民主党赢得了31.2%的选票，共产党（KPD）赢得了16.8%，而纳粹党赢得了20.8%。
在1933年3月的全国选举之后，纳粹党在不来梅仍然只获得了三分之一的普选票（32.7%）。不来梅和所有德国邦国一样，经历了一体化（德语：Gleichschaltung）的过程，纳粹政权通过暴力示威和恐吓运动，首先迫使行政参议院辞职，然后解散了市民议会。在接下来的12年里，不来梅一直由帝国总督直接管辖，而总督同时还担任纳粹党威悉河-埃姆斯大区的大區長官。在这几年里，不来梅的犹太社区（1933年初登记在册的人数为1,438人）因被迫移民和被驱逐到被占领的东部的集中营而被完全抹除。
二战期间，盟军的轰炸摧毁或严重损坏了该市60%的建筑结构，包括其大部分历史中心。在进一步轰炸之后，英国军队于1945年4月下旬进入不来梅。不来梅被移交给美国人，成为美国占领区西柏林和德国南部的补给港。

## 经济
该市于1947年恢复州身份，并从1949年起再次被称为不来梅自由汉萨市，成为新成立的德意志联邦共和国（西德）的一个州。
不来梅二战后的经济蓬勃发展，与20世纪50年代和60年代西德的经济奇迹（德语：Wirtschaftswunder）同步。这见证了大批外来务工人员在不来梅的成长和永久定居，他们主要来自土耳其和其他南欧国家。
该市的一些重工业未能从1973年的石油价格冲击衰退中恢复过来。专业建筑工地、船舶装备和零件供应商仍然存在，但不来梅的主要造船厂威悉股份公司（在巅峰时期雇用了16,000名工人）和不来梅伏尔铿公司分别于1983年和1997年关闭。港口相关活动和其他工业部门的重组和机械化程度的提高导致了进一步的失业。半熟练和非熟练港口工人很难重新进入劳动力市场，失业率（在20世纪80年代的一段时间内几乎是西德平均水平的两倍）仍然相对较高。
在经济结构变化迫使不来梅在社会服务上投入更多资金的时候，郊区化减少了人口和税收收入，这主要是由于1969年的联邦税收改革——在此之前，所得税由工作地的市政当局征收，但之后由居住地的市政当局征收。不来梅州无法将周边的郊区市镇纳入其中，因为它们已经属于下萨克森州。
在欧盟和德国联邦政府的财政援助下，不来梅的经济政策侧重于支持那些基于先进技术的成熟经济部门，例如航空航天和飞机生产、汽车生产、海事和物流服务，以及为新的科学和数字企业发展教育和商业园区基础设施。在这方面，不断发展的大学部门发挥着重要作用。进一步的投资用于市中心的振兴，但以娱乐和旅游业为主导的文化复兴并没有取得很大成功。一些专家认为，不来梅的服务业发展不充分，因为缺乏大型公司的总部。

## 象征

不萊梅邦旗
帶有中型邦徽的邦旗
不萊梅邦政府旗
不萊梅邦船旗

| 名稱       | 市旗 | 市徽 |
| ---------- | ---- | ---- |
| 不來梅     |      |      |
| 不来梅哈芬 |      |      |

## 教育
不来梅大学是不来梅最大的大学。它是德国11所被列为“精英大学”的机构之一，拥有来自126个国家的约23,500名学生。不来梅还拥有不来梅艺术大学、应用科学大学（校区位于不来梅市和不来梅港）以及最近成立的雅各布不来梅大学，这是一所位于费格萨克的国际研究型大学。